# Park Jung-bae
Dans ce nom coréen, le nom de famille, Park, précède le nom personnel.
Park Jung-bae (coréen : 박정배), né le 19 février 1967 en Corée du Sud et mort le 13 novembre 2017 en l'hôpital Dongrae Bongsaeng en Busan, Corée du Sud, est un joueur de football international sud-coréen qui évoluait au poste de défenseur.

## Biographie

### Carrière en club
Park Jung-bae joue en faveur des LG Cheetahs, des Daewoo Royals, et de l'Ulsan Hyundai.
Il dispute un total de 178 matchs en première division sud-coréenne, marquant dix buts.

### Carrière en sélection
Park Jung-bae reçoit 36 sélections en équipe de Corée du Sud entre 1991 et 1996, inscrivant deux buts.
Il dispute 12 matchs rentrant dans le cadre des éliminatoires du mondial 1994. Il inscrit deux buts lors de ces éliminatoires.
Il participe avec l'équipe de Corée du Sud à la Coupe du monde de 1994. Lors du mondial organisé aux États-Unis, il joue trois matchs : contre l'Espagne, la Bolivie, et l'Allemagne.

## Palmarès
| LG Cheetahs - Championnat de Corée du Sud (1) : - Champion : 1990. - Vice-champion : 1993. - Coupe de la Ligue sud-coréenne : - Finaliste : 1992. |  | Ulsan Hyundai Horang-i \| - Championnat de Corée du Sud (1) : - Champion : 1996. - Vice-champion : 1998. - Coupe de Corée du Sud : - Finaliste : 1998. \| \| - Coupe de la Ligue sud-coréenne (1) : - Vainqueur : 1998. \| |
| - Championnat de Corée du Sud (1) : - Champion : 1996. - Vice-champion : 1998. - Coupe de Corée du Sud : - Finaliste : 1998.                      |  | - Coupe de la Ligue sud-coréenne (1) : - Vainqueur : 1998. |